# Georocu Mare
Georocu Mare – wieś w Rumunii, w okręgu Dolj, w gminie Bratovoești. W 2011 roku liczyła 511 mieszkańców.